# Procambarus gracilis
Procambarus gracilis är en kräftdjursart som först beskrevs av Bundy 1876.  Procambarus gracilis ingår i släktet Procambarus och familjen Cambaridae. IUCN kategoriserar arten globalt som livskraftig. Inga underarter finns listade i Catalogue of Life.